# Return to Forever (gruppo musicale)
I Return to Forever sono uno dei gruppi jazz fusion più significativi degli anni settanta, fondato e guidato da Chick Corea.
Nati nel 1971 dall'incontro di alcuni noti jazzisti, tra cui i coniugi brasiliani Airto Moreira e Flora Purim e il bassista statunitense Stanley Clarke con il tastierista Chick Corea.
Le prime incisioni dei Return to Forever hanno un suono brillante, caratterizzato dalla voce di Flora Purim, dal piano elettrico Fender Rhodes e dal flauto.
La peculiaritá del gruppo sta nella sonorità che unisce il jazz al rock progressivo in modo unico e innovativo.
Nel 1973 il batterista Lenny White entra a far parte della band con cui inciderà il terzo album Hymn of the Seventh Galaxy e tutti gli album successivi.
Nel 1974 il chitarrista Al Di Meola entra a far parte della band, e Corea intensifica l'uso dei sintetizzatori, in particolare il Moog e il Minimoog.
Nel 1975 l'album No Mystery vince il Grammy Award.
Scioltisi nel 1977, si sono riformati brevemente nel 1983 e nel 2008, per poi ritornare a tempo pieno sulle scene nel 2010.

## Formazione
| 1972–1973 | 1973 | 1973-1974 | 1974                                                                                               |
| --- | --- | --- | -------------------------------------------------------------------------------------------------- |
| - Chick Corea – tastiere - Stanley Clarke – basso - Joe Farrell – sax, flauto - Airto Moreira – batteria, percussioni - Flora Purim – voce, percussioni | - Chick Corea – tastiere - Stanley Clarke – basso - Bill Connors – chitarra - Steve Gadd – batteria - Mingo Lewis – percussioni | - Chick Corea – tastiere - Stanley Clarke – basso - Bill Connors – chitarra - Lenny White – batteria | - Chick Corea – tastiere - Stanley Clarke – basso - Lenny White – batteria - Earl Klugh – chitarra |
| 1974–1977 | 1977 | 1977 | 1977–1983                                                                                          |
| - Chick Corea – tastiere - Stanley Clarke – basso - Lenny White – batteria - Al Di Meola – chitarra                                                     | - Chick Corea – tastiere - Stanley Clarke – basso - Gerry Brown – batteria - Joe Farrell – sax - Harold Garrett – trombone - Gayle Moran – voce, tastiere - James E. Pugh – trombone - John Thomas – tromba - James Tinsley – tromba | - Chick Corea – tastiere - Stanley Clarke – basso - Gerry Brown – batteria - Joe Farrell – sax - Harold Garrett – trombone - Gayle Moran – voce, tastiere - James E. Pugh – trombone - John Thomas – tromba - James Tinsley – tromba - Ron Moss – trombone | Disbanded                                                                                          |
| 1983 | 1983–2008 | 2008 | 2008-2010                                                                                          |
| - Chick Corea – tastiere - Stanley Clarke – basso - Al Di Meola – chitarra - Lenny White – batteria                                                     | Disbanded | - Chick Corea – tastiere - Stanley Clarke – basso - Al Di Meola – chitarra - Lenny White – batteria | Disbanded                                                                                          |
| 2010-2021 | | | |
| - Chick Corea – tastiere - Stanley Clarke – basso - Lenny White – batteria - Frank Gambale – chitarra - Jean-Luc Ponty – violino                        | | | |

## Discografia

### Album in studio
- 1972 - Return to Forever (ECM)
- 1972 - Light as a Feather (Polydor)
- 1973 - Hymn of the Seventh Galaxy (Polydor)
- 1974 - Where Have I Known You Before (Polydor)
- 1975 - No Mystery (Polydor)
- 1976 - Romantic Warrior (Columbia)
- 1977 - Musicmagic (CBS)